# Philippines aux Jeux olympiques d'hiver de 2014
Les Philippines participent aux Jeux olympiques d'hiver de 2014 à Sotchi en Russie du 7 au 23 février 2014. Il s'agit de leur quatrième participation à des Jeux d'hiver.

## Patinage artistique
| Athlètes                   | Épreuves          | Points court | Points court | Points libre | Points libre | Total  | Total |
| Athlètes                   | Épreuves          | Points       | Rang         | Points       | Rang         | Points | Rang  |
| -------------------------- | ----------------- | ------------ | ------------ | ------------ | ------------ | ------ | ----- |
| Michael Christian Martinez | Individuel hommes | 64,81        | 19e Q        | 119,44       | 20e          | 184,25 | 19e   |